# Tour de Tenneville
La tour de Tenneville appelée aussi tour Sainte-Gertrude ou, plus précisément, la tour de l'ancienne église Sainte-Gertrude de Tenneville, est une tour du XVIIe siècle classée de la commune de Tenneville en Belgique, dans la province de Luxembourg.

## Localisation
La tour se situe à l'intérieur du vieux cimetière aux anciennes croix éparses du village ardennais de Tenneville, dans la partie nord-est de la localité, le long de la rue de la Vieille-Église en face de la maison sise au no 20. Plusieurs tilleuls délimitent le site.

## Historique
Cette tour est le vestige de l'ancienne église Sainte-Gertrude de Tenneville. Elle est datée de 1682 comme indiqué par des ancres sur la face nord mais ce millésime pourrait signifier l'année d'une restauration et ainsi la possibilité d'une origine médiévale. Ce site a connu successivement une nécropole préromane entre le VIIIe siècle et le Xe siècle (fouilles en 1957-1958), une première église romane édifiée vers le Xe siècle ou le XIe siècle et subsistant jusqu’au XVIIe siècle, une seconde église érigée in situ en 1682 dont seule la tour subsiste et finalement une nef eu un chœur reconstruits entre 1851 et 1855 mais détruits dans les années 1980. Une nouvelle église dédiée à Notre-Dame de Beauraing a été construite en 1955 à environ 400 mètres au sud-ouest du site de l'ancienne église Sainte-Gertrude et de sa tour sauvegardée.

## Description
Cette ancienne tour d'église de plan carré d'environ 5 mètres de côté est haute de trois niveaux. Elle est bâtie en               moellons de schiste et de grès blanchis et issus des carrières de la région. Adossé à la tour, le pan de mur de la nef est encore debout. La tour est coiffée d'une toiture trapue à quatre pans en ardoises surmontée d'une croix en fer forgé. Des murets retracent le plan de la nef et du chœur à chevet plat qui avaient été construits au XIXe siècle.

## Classement
La tour de l'église désaffectée Sainte-Gertrude à Tenneville est classée depuis le 3 janvier 1985 et reprise sur la liste du patrimoine immobilier classé de Tenneville.